# Ідеальний світ
Ідеальний світ (англ. A Perfect World) — американська кримінальна драма 1993 року.

## Сюжет
Техас, 1963 рік. Злочинці Роберт «Бутч» Гейнс і Террі П'ю тікають з в'язниці. Ховаючись від переслідування, вони проникають у будинок, в якому живе восьмирічний Філіп Перрі зі своєю матір'ю-одиначкою і двома сестрами, і забирають хлопчика у заручники. Переслідувати злочинців починає техаський рейнджер Ред Гарнетт. Під час подорожі, через докучання Террі до хлопчика, Гейнс змушений позбутися свого напарника. Поступово Бутч стає для Філіпа як батько, якого у нього ніколи не було.

## У ролях
| Актор             | Роль               |
| ----------------- | ------------------ |
| Кевін Костнер     | Роберт «Буч» Гейнс |
| Клінт Іствуд      | Ред Гарнетт        |
| Лора Дерн         | Саллі Гербер       |
| Т. Дж. Лоутер     | Філіп Перрі        |
| Кіт Шарабайка     | Террі П'ю          |
| Лео Берместер     | Том Адлер          |
| Пол Г'юїтт        | Дік Саттл          |
| Бредлі Вітфорд    | Боббі Лі           |
| Рей Маккіннон     | Бредлі             |
| Дженніфер Гріффін | Гледіс Перрі       |

## Цікаві факти
- Пісня «Море нещастя», яка звучить у фільмі, була також використана в іншому фільмі Іствуда — «Перевал розбитих сердець» (1986).
- Фото на плакаті до фільму не є кадром з самого фільму. У фільмі Філіп завжди одягнений незвичайно — спочатку в нижній білизні, потім у костюмі Каспера.
- На роль Гейнса Іствуд спочатку планував взяти Дензела Вашингтона.